# Cardenal d'arrossar
El cardenal d'arrossar (Spiza americana) és un ocell passeriforme de la família dels cardinàlids. Anteriorment, solia col·locar-se dins de la família Emberizidae, on s'agrupen els pardals del Nou Món. És l'únic representant del gènere Spiza Bonaparte, 1824.
D'hàbits migratoris, nia a Amèrica del Nord i hiverna a Mèxic, Amèrica Central i del Sud.